# Chiesa di Sant'Agnese (Gemona del Friuli)
La chiesa di Sant'Agnese (in friulano glêsie di Sante Gnês) è un antico edificio di culto situato nel comune di Gemona del Friuli, in provincia e arcidiocesi di Udine; fa parte della forania della Pedemontana.

## Inquadramento geografico

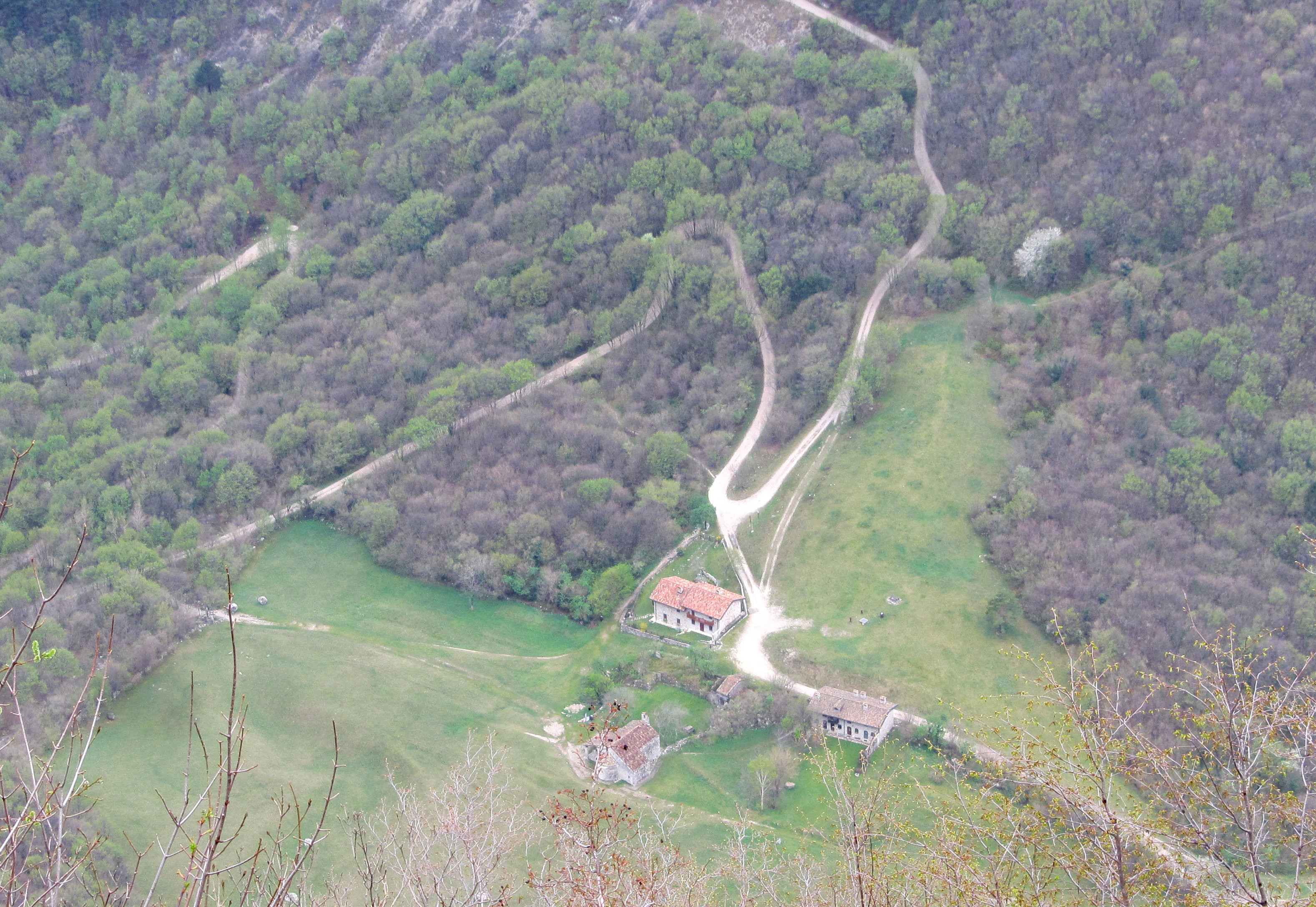
La sella di Sant'Agnese

Detta anche Sant’Agnese in monte, la chiesa sorge ad una altitudine di 427 m s.l.m., al centro della sella a cui dà il nome, a circa 2,5 km dal più vicino centro abitato, affacciando a nord le ghiaie dei Rivoli Bianchi, Venzone e la valle del Tagliamento, verso sud, il conoide su cui sorge la città di Gemona e la pianura friulana.
Ad oriente, il panorama è dominato dalle ripide pareti della catena del monte Chiampon-Stol, che qui ha le sue ultime propaggini. Verso ovest la vista è limitata dalle arrotondate alture dei monti Cumieli e Palombaro.

## Storia

### Contesto storico
La strada preromana che proveniva dall’attuale Austria, esistente almeno dal 1000 a.C., attraversava la Sella di Sant’Agnese e si dirigeva a mezza costa verso il luogo occupato ora dall’abitato di Gemona. Il passo venne dunque ad assumere una notevole importanza grazie alla sua posizione strategica.
L'espansione romana nella regione partendo da Aquileia, fondata nel 185 a.C. e la necessità di collegare le colonie più a nord come Julium Carnicum, l'attuale Zuglio ed il Norico, comportarono l'esigenza di vie di comunicazione più comode e sicure. L'antico sentiero dapprima fu trasformato in carreggiata, in seguito, sotto l'imperatore Augusto tale percorso venne spostato sul fondovalle, perdendo la sua funzione di via di comunicazione primaria. Fino al secolo XV però, le devastanti piene del Tagliamento rendevano frequentemente malagevole l’uso di tale percorso, facendo in modo che la strada di Sant’Agnese non venisse mai abbandonata del tutto.
Qui, probabilmente sul sedime di un antico tempio pagano, già nel secolo XII, venne eretta la chiesa.

### La fondazione ed il periodo medioevale

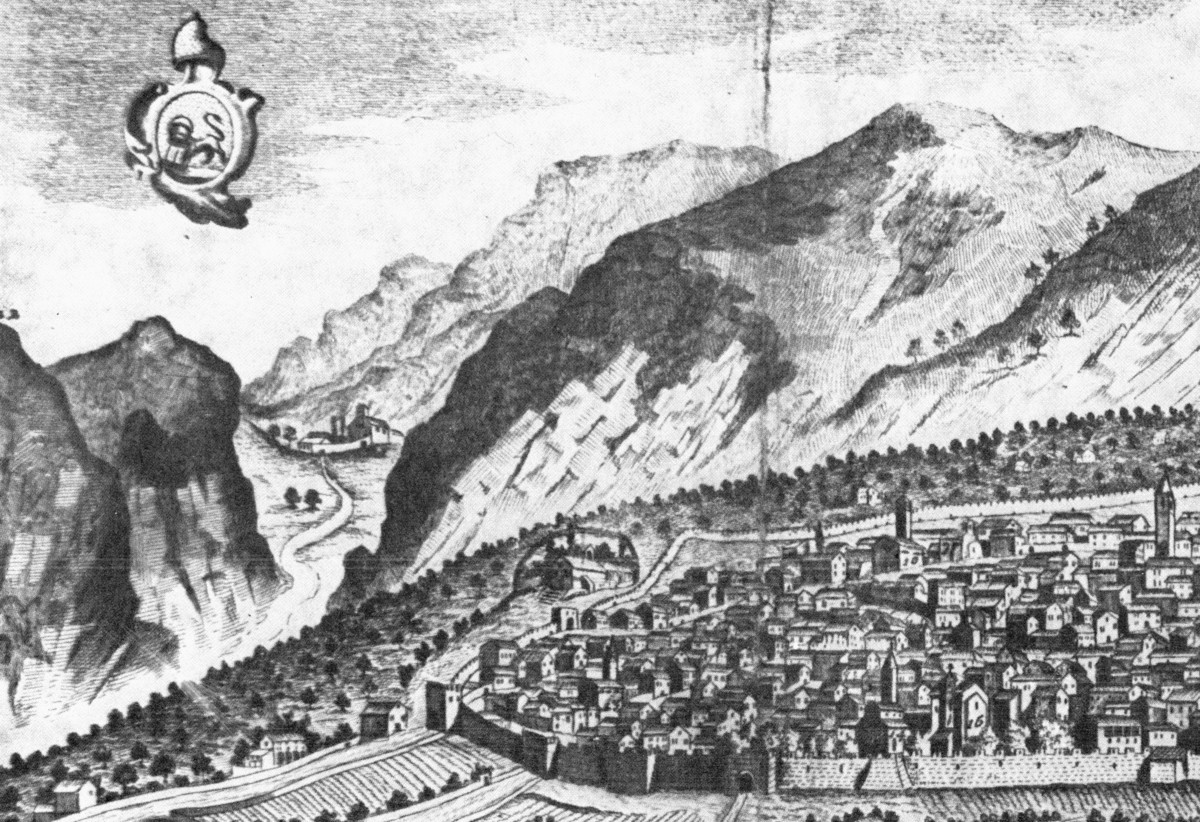
G. G. Liruti - 1771 - (particolare), In alto a sinistra Sant'Agnese

Il complesso comprendeva la chiesa e un romitorio divenuto in seguito convento di monache.
Le notizie certe della sua esistenza sono ricavate da una data incisa su una trave della porta del convento (1240) e da un lascito dello stesso anno. Da un atto di donazione del 21 novembre 1249 comunque, si evince che la struttura fosse già avviata da tempo.
Non è possibile stabilire con certezza quale sia stata la regola a cui furono sottoposte le religiose all'epoca della creazione del convento per diverse ragioni: non era inusuale che uomini e donne scegliessero di dedicarsi all’eremitaggio senza aderire ad un ordine specifico, le due regole più comuni per chi decideva di dedicarsi alla vita di contemplazione e preghiera erano quelle di San Benedetto o Sant’Agostino con poche differenze sostanziali fra le due. In questo caso è probabile che per un certo periodo non vi fosse una determinata regola o che in diverse forme convivessero nello stesso monastero.
Inoltre, nei documenti dell’epoca, le adepte di Sant’Agnese, a differenza di quelle delle altre strutture simili del territorio, vengono indicate come “converse” e non come “monache”.
Durante la riorganizzazione dei monasteri attuata durante il patriarcato di Raimondo della Torre (1273-1279) il convento fu verosimilmente affiliato all’ordine Benedettino al cui, verso la fine del secolo XIII, succedettero le monache Agostiniane.
L’annoso conflitto fra il comune di Gemona e Venzone per questioni economiche, che non di rado si trasformava in guerra aperta, non mancò di coinvolgere anche il monastero, situato proprio sul confine fra i due territori. Verso la fine del XIII secolo le monache furono costrette ad allestire una dimora entro le mura cittadine che servisse da rifugio in caso di necessità. Il luogo, poi ampliato grazie ad acquisizioni e donazioni, divenne abbastanza capiente da ospitare una parte delle religiose che, su invito del Patriarca, vi si trasferirono in maniera fissa nel 1276-77. Officiato dai frati minori di Sant’Antonio questo divenne il convento detto “della Cella” in cui le suore aderirono alla regola di Santa Chiara.

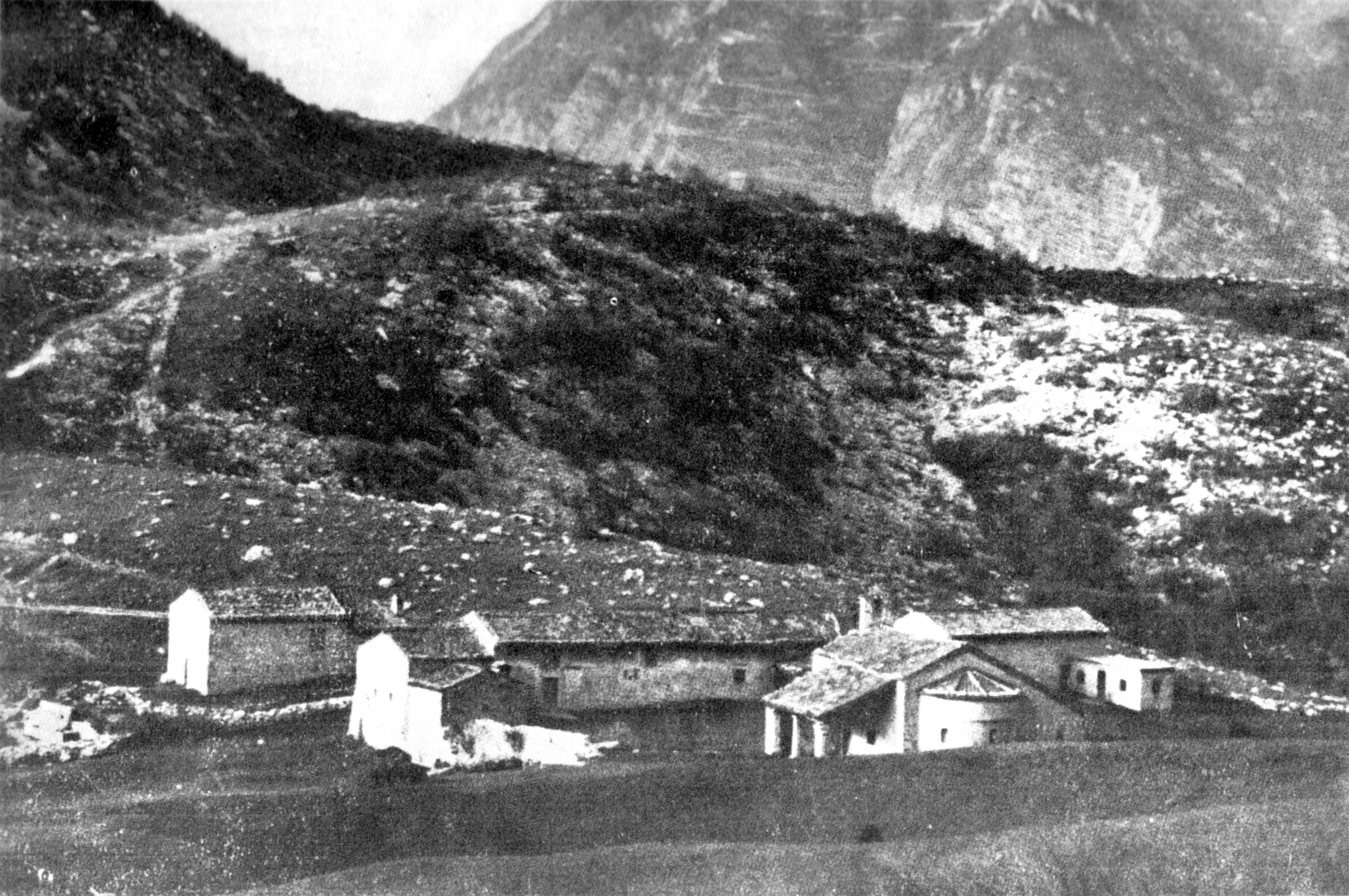
Ex convento e chiesa di Sant'Agnese - Foto storica

Il periodo di maggior prosperità venne raggiunto intorno agli anni 30 del XIV secolo, sotto il rettorato della Priora Suor Pellegrina. L’opera di raccolta e gestione dei possedimenti fu talmente meritoria che nel 1339, subito dopo la sua morte, il convento venne esentato dal pagamento delle imposte dal Patriarca Bertrando. La decisione non fu apprezzata dai gemonesi e comportò uno spostamento delle donazioni verso altre istituzioni. Questo, assieme ad altri fattori come la mancanza di vocazioni dette inizio alla decadenza del convento. Con le monache costrette a vivere in condizioni di indigenza, le Priore che si avvicendarono dopo tale periodo dovettero ricorrere in più occasioni all’aiuto economico del Comune, senza però riuscire a risollevare le sorti dell’istituto, tanto che, alla fine del XIV secolo nel convento non vi è più presenza fissa di monache e la struttura risulta in rovina. Da questa data in poi la presenza di religiosi sarà sporadica e limitata a qualche eremita. Nonostante questo le funzioni religiose continuarono ad essere officiate da parte dei cappellani del consorzio di Gemona.
Nel 1410 e nel 1418 Giacomo da Segne, frate Benedettino, risulta essere rettore del monastero dì Sant’Agnese.
Il Comune di Gemona, che dal 1450 diventò amministratore dei beni del convento, non mancherà di evidenziare (1478) lo stato di abbandono in cui continuava a trovarsi il complesso che, nel 1511, subì la distruzione causata dal violentissimo terremoto che devastò gran parte del Friuli.

### Secoli XVI-XIX
Anche se qualche opera di manutenzione venne sicuramente svolta (nel 1594 si consacra un nuovo altare), le visite pastorali che toccarono il luogo sacro continuarono a denunciare l’impoverimento della struttura. Gli edifici si trovavano in condizioni di decadenza, spogliati di quasi tutto dai furti o dal trasferimento dei beni in altre chiese ed usati come ricovero dai pastori e dai loro armenti.
Nel corso dei secoli XVIII e XIX, grazie ad un rinato culto per la Santa, la chiesa divenne popolare meta di pellegrinaggio, soprattutto da parte di madri per invocare la guarigione dei loro neonati dalla crosta lattea e vi si celebrarono le funzioni con frequenza costante.
Nel 1700, durante una visita pastorale, la chiesa viene definita filiale di quella di Ospedaletto.
Il pittore gemonese Giovanni Battista Tiani nel 1703 affrescò il semicatino del presbiterio con la rappresentazione dell’Eterno Padre in Gloria, attorniato da angeli. Nel 1719 si documenta la presenza stabile di un eremita nei locali del convento.

### Secolo XX

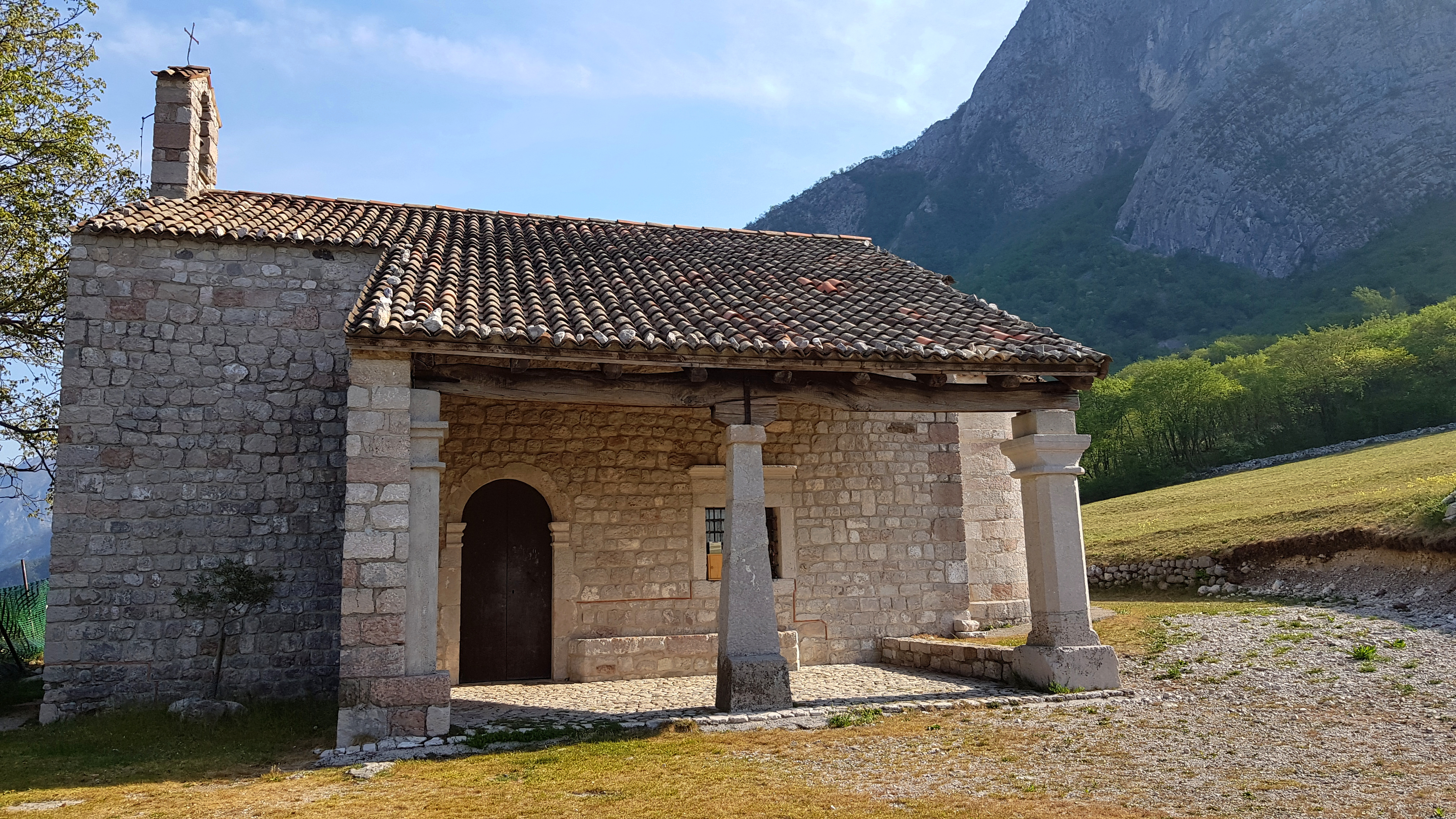
Chiesa di Sant'Agnese nel 2020

Nei primi anni del XX secolo, l’area della sella entrò a far parte del sistema difensivo del Forte di Monte Ercole come postazione di tiro per cannoni 149 G ed appostamenti per mitragliatrice.
Dal 1922 la proprietà della chiesa fu motivo di una lunga controversia fra la parrocchia di Ospedaletto e il Consorzio dei Cappellani di Gemona che si risolse solo nel 1940 a favore di quest’ultimo.
Le condizioni della chiesa continuarono ad essere precarie anche durante la prima metà del‘900: risultano infatti svariate attività di manutenzione fino agli anni ‘30 del XX secolo.
Nel 1955 la Sovrintendenza alle gallerie e musei della regione Friuli-Venezia Giulia, eseguì altri interventi di restauro, seguiti dal rifacimento del tetto, avvenuto nel 1975.
La sella ospitò anche le riprese di alcune scene del film del 1959 "La grande guerra", del regista Mario Monicelli.

### Sisma del 1976 e ricostruzione

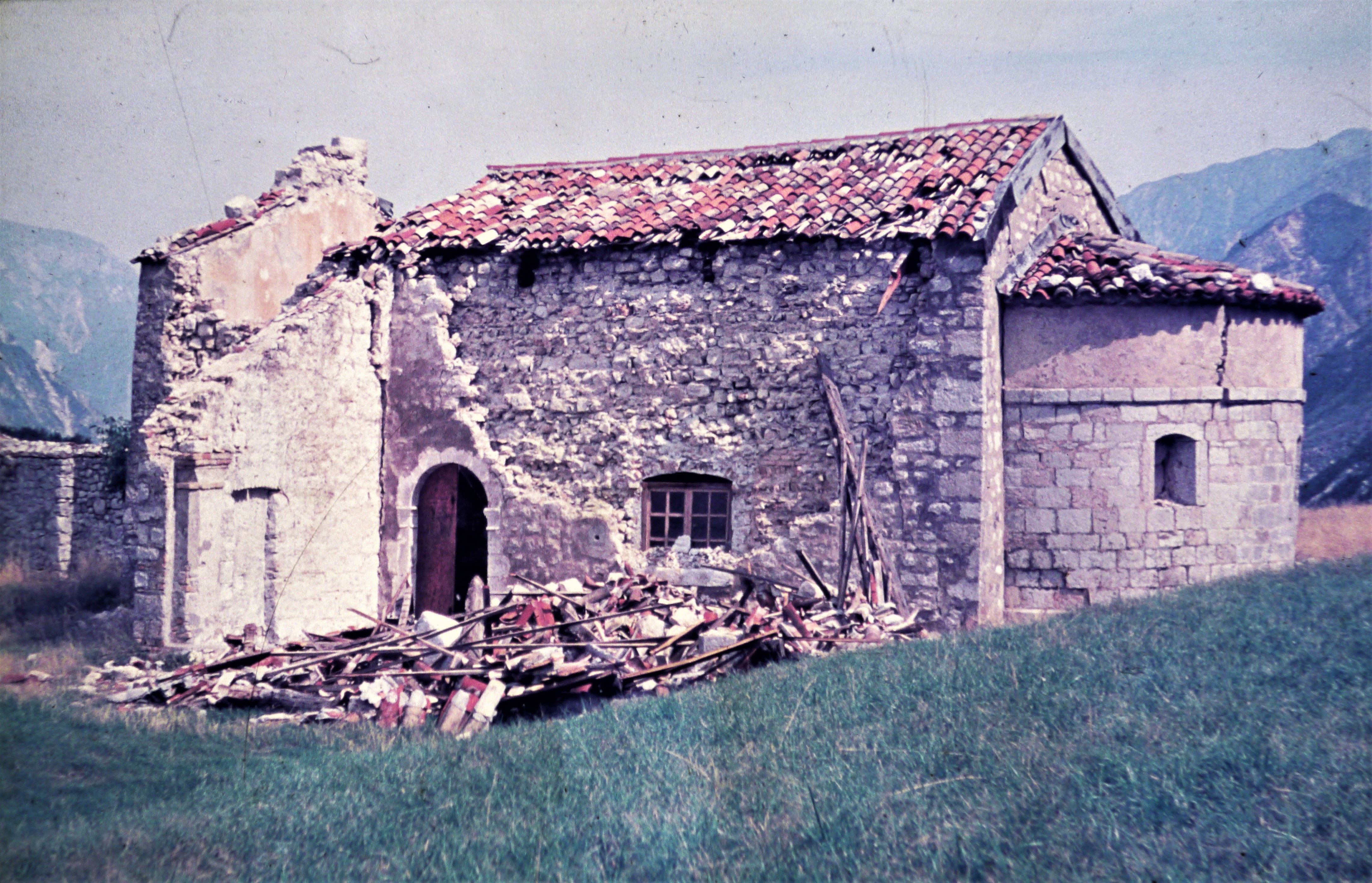
Chiesa di Sant'Agnese - 1976

Le scosse di terremoto del Friuli del maggio e settembre 1976 provocano gravissimi danni alla struttura. L’edificio dell’ex convento venne completamente atterrato e la chiesa riportò la parziale distruzione. Venne ricostruita con rigore filologico, riutilizzando per quanto possibile i materiali originali, tra il 1983 e il 1984.
L’edificio ripristinato è stato inaugurato il 7 ottobre 1984 dal vescovo Emilio Pizzoni.
La fornitura dell’acqua era garantita da alcuni pozzi, uno dei quali, di cui erano ancora visibili le forme risalenti al medioevo, è stato nel corso dei primi anni 2000 ricoperto da una struttura con fattezze moderne.
Nell’anno 2019, sono stati iniziati i lavori per la ricostruzione dell’edificio dell’antico convento, crollato nel 1976, a conclusione delle pratiche di riordino delle frammentate proprietà dello stesso da parte del comune di Gemona e di alcuni privati.
Il luogo è molto frequentato per la sua posizione amena e come meta storica, religiosa e naturalistica.

## Esterno
La chiesa sorge nello spiazzo erboso al centro della sella, orientata secondo l'asse est-ovest. Il corpo principale è a pianta rettangolare con abside semicircolare, muratura in pietrame faccia a vista e copertura in coppi.
La facciata a capanna, rivolta ad occidente, è sovrastata dalla piccola monofora a tutto sesto del campanile a vela. Sul portale in pietra rossa tipica del luogo, sormontato da una finestrella a lunetta aggiunta in epoca successiva, vi è scolpita una croce romanica clipeata, risalente al XIII secolo.
Sul lato meridionale sporge un piccolo portico a spiovente unico, aperto su due lati, sorretto da tre colonne differenti fra loro, sotto il quale si trova una porta con arco a tutto sesto, a fianco della quale si apre una piccola finestra quadrata, protetta da una inferriata.
Sul lato settentrionale vi è la piccola sacristia a pianta trapezoidale, risalente al XIV secolo.

## Interno

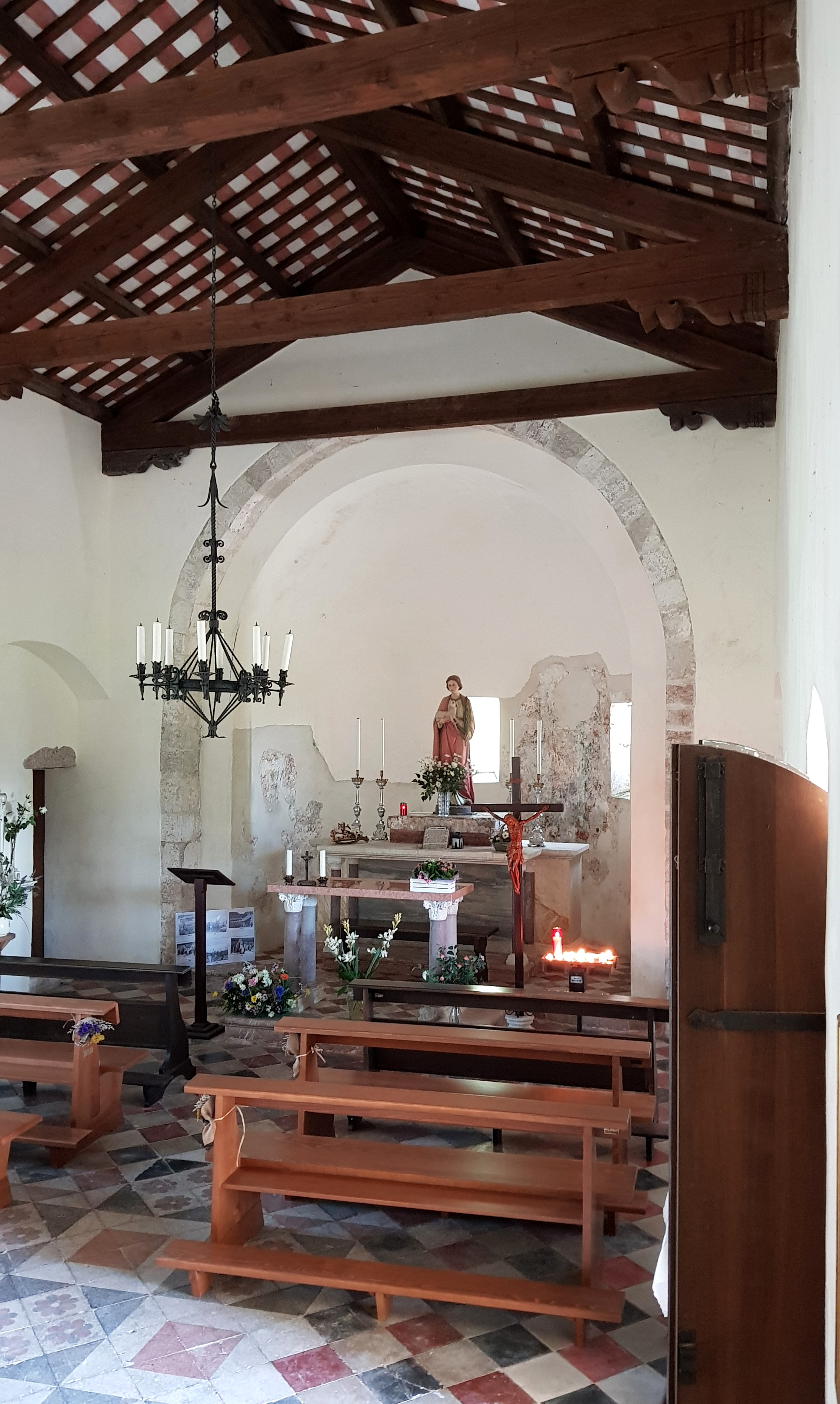
Chiesa di Sant'Agnese nel 2020 - Interno

L'aula, è a forma di rettangolo irregolare, con soffitto a capriate scoperte e travatura a vista.
Nell’abside semicircolare con finestre a strombo e soffitto a semicatino con calotta in coppi (un tempo in pietre) sono visibili lacerti di affreschi rappresentanti una teoria di apostoli datata fine XIV secolo. Fino ai primi del XX secolo, sull’altare di epoca barocca, erano collocate le sculture lignee di Santa Lucia e Sant’Agnese. Tali opere, facenti parte di un pregevole altare ligneo quattrocentesco, furono dapprima poste nella cappella privata dei padri Stimmatini di Gemona ed in seguito nell’altare settecentesco chiesa di Santa Maria la Bella di Maniaglia, quest’ultima mai ricostruita dopo la distruzione del 1976. Il pavimento è in mattonelle colorate.

## Festa dell’Ascensione
Le pessime condizioni in cui versavano il complesso monastico e la chiesa dopo la metà del XIV secolo, indussero il comune di Gemona a tentare di risollevarne le sorti. Il 27 maggio del 1371, il consiglio maggiore della Comunità indisse quindi una festa da celebrarsi nel giorno dell’Ascensione (giorno dell’anniversario della consacrazione), allo scopo di rinvigorire il culto per la Santa ed attrarre le donazioni dei fedeli.
La tradizione è sopravvissuta nel corso dei secoli e la sua ricorrenza continua a richiamare molte persone dei paesi circostanti.

### Esplicative
1. ↑  Le religiose ebbero spesso il compito di comporre le questioni che contrapponevano le due fazioni a riguardo dello sfruttamento dei pascoli circostanti il convento.
2. ↑  Le rendite dei conventi femminili derivavano in gran parte dai beni portati in dote dalle religiose.
3. ↑  Costui è il figlio del fondatore della Chiesa di Ognissanti di Ospedaletto
4. ↑  ”...1511 die 26 Martii hora vigesima una vigesima octava fuit maximus terremotus ubique et maxime Glemonae et fecit inumerabiles ruinas domorum. Monasterium S. Agnetis videlicet dormitorium diruptum fuit...”
5. ↑  Nei pressi della sella è esistita una cava da cui si estraeva una pietra color rosso cupo detto “Rosso di Sant’Agnese”, che venne utilizzata per secoli per la fabbricazione di elementi architettonici di pregio nelle costruzioni dei paesi circostanti.

### Bibliografiche
1. 1 2 3 4 5 6  Guido Clonfero 1975 pp. 192-194.
2. 1 2  Guido Clonfero 1994 pp. 173-175.
3. 1 2 3 4  Giuseppe Marchetti 1958 pp. 77-78.
4. 1 2 3  Tarcisio Venuti 2001 pp. 371-373.
5. 1 2 3 4 5 6 7  Miriam Davide 2012 pp. 15-25.
6. 1 2 3  Gian Giuseppe Liruti 1771 pp. 130-131.
7. ↑   Pietro Londero (Pieri Piçul), San Roc in Friûl.
8. ↑  Londero, 1985, p. 36.
9. ↑  Clonfero, 1994, p. 96.